# Amphoroidea media
Amphoroidea media is een pissebed uit de familie Sphaeromatidae. De wetenschappelijke naam van de soort is voor het eerst geldig gepubliceerd in 1971 door Hurley & Jansen.